# Vụ nổ Torre Ejecutiva Pemex
Ngày 31 tháng 1 năm 2013 tại Thành phố Mexico, một vụ nổ xảy ra tại Ejecutiva Torre Pemex, một khu nhà chọc trời là trụ sở của Pemex, công ty dầu khí nhà nước Mexico. Tòa nhà làm trụ sở của Pemex được xem là một trong những tòa nhà cao nhất ở thủ đô Mexico City với chiều cao là 211 mét. Ít nhất 35 người đã thiệt mạng và 121 bị thương khi một vụ nổ xảy ra trong một tòa nhà liền kề với tháp chính. Trước đó trong ngày, Pemex đã gửi đi một tin trên Twitter cho rằng tòa nhà đã được sơ tán do một vấn đề "với hệ thống điện trong khu phức hợp bao gồm các tòa nhà chọc trời". 
khoảng 15:45 giờ địa phương, một vụ nổ xảy ra ở tầng hầm của một nhà để xe liền kề với tòa nhà văn phòng chính. Vụ nổ đã khiến hai tầng đầu tiên của tòa nhà 14 tầng sụp đổ một phần. Nguyên nhân của vụ nổ vẫn chưa rõ. Tổng thống Mexico Enrique Peña Nieto nói rằng "không có báo cáo kết luận về lý do" sau vụ việc, trong khi Giám đốc điều hành Pemex Emilio Lozoya nói rằng, "Một sự cố chết người như ngày hôm qua không thể được giải thích trong hai giờ [...] chúng tôi sẽ không suy đoán ". khủng bố đã không được loại trừ, theo Chính phủ.
Pemex cho biết khoảng 3.500 người đã được sơ tán khỏi tòa nhà. Các nhân viên cứu hộ cùng chó nghiệp vụ đã được huy động tìm kiếm những người bị mắc kẹt trong tòa nhà. Quân đội Mexico cũng tham gia công tác cứu hộ.